# 安厚镇
安厚镇，是中华人民共和国福建省漳州市平和县下辖的一个乡镇级行政单位。

## 行政区划
安厚镇下辖以下地区：
龙东社区、安厚村、龙门村、白石村、莲塘村、大坑村、山口村、东川村、东寨村、大径村、马三村、双马村、下新楼村、华美村、田径村、径内村、龙头村、三龙村、汤厝村、美峰村、岐山村、三马村和顶楼村。